# جسيمات نانوية مغناطيسية
تمثل الجسيمات النانوية المغناطيسية (بالإنجليزية: Magnetic nanoparticles)‏ إحدى صور الجسيمات النانوية والتي يمكن معالجتها باستخدام مجالٍ مغناطيسيٍ. حيث تتكون هذه الجسيمات عامةً من عناصرٍ ممغنطةٍ والتي منها الحديد، النيكل، الكوبلت بالإضافة إلى مركباتهم الكيميائية. وبينما تُقَدَرُ أقطار الجسيمات النانوية بأقل من واحد ميكروميتر (عادةً ما تتراوح أقطارها فيما بين 100- 2500 نانومتراً)، فإن أقطار الكريات الدقيقة (بالإنجليزية: microbead)‏ والأكبر حجماً منها تتراوح بين 0.5 إلى 500 ميكرومتراً. هذا وقد تمحور اهتمام العديد من مجالات البحث الحديثة حول الجسيمات النانوية المغناطيسية نتيجة خصائصها المبهرة والتي قد تشهد استخداماتٍ متوقعةٍ في مجالات الالتحفيز، الأدوية الحيوية (بالإنجليزية: biomedicine)‏، التصوير بالرنين المغناطيسي، التصوير بالجسيمات المغناطيسية (بالإنجليزية: magnetic particle imaging)‏، تخزين البيانات (بالإنجليزية: data storage device)‏ وكذلك المعالجة البيئية (بالإنجليزية: environmental remediation)‏.

## الخصائص
تعتمد الخصائص الفيزيائية والكيميائية للجسيمات النانوية المغناطيسية بصورةٍ كبيرةٍ على طريقة التركيب والبنية الكيميائية. ففي أغلب الحالات، تتراوح أحجام الجسيمات من 1 إلى 100 نانومتراً بالإضافة إلى أنها تظهر خاصية البارمغناطيسية الفائقة (بالإنجليزية: superparamagnetism)‏.

## التركيب
تتضمن الطرق التأسيسية لتركيب الجسيمات النانوية المغناطيسية على:

### الترسيب التساهمي
(بالإنجليزية: Co-precipitation)‏
يمثل الترسيب التساهمي طريقةً سهلةً ومتاحةً لتركيب أكاسيد الحديد (سواءً Fe3O4 أو γ-Fe2O3) من محاليل ملح Fe2+/Fe3+ المائية بواسطة إضافة قاعدة تحت الغلاف الخامل في درجة حرارة الغرفة أو درجة حرارة مرتفعة. مما يجعل شكل، حجم وتركيب الجسيمات النانوية المغناطيسية تعتمد بصورةٍ كبيرةٍ على نوع الأملاح المستخدمة (على سبيل المثال الكلوريدات، السلفات، والنيتريدات)، وعلى نسبة Fe2+/Fe3+، تفاعل درجة الحرارة، قيمة الآس الهيدروجيني وكذلك قوة الوسيط الشاردية (بالإنجليزية: ionic strength)‏.

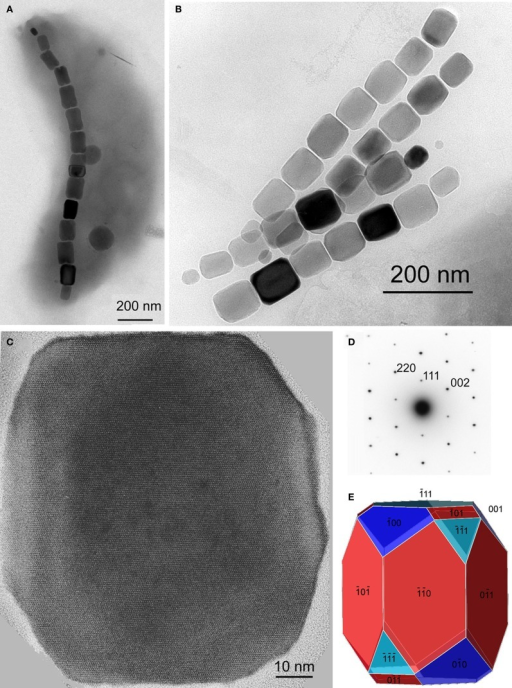
صور توضيحية لجسيمات نانونية مغناطيسية

### التفكك الحراري
في حين قد تكون البلورات النانوية المغناطيسية أحادية التفكك ذات الأحجام الأصغر بصورةٍ جوهريةٍ من خلال التفكك الحراري للمركبات العضوية المعدنية في المحاليل العضوية عالية درجة الغليان والمحتوية على فواعل السطح المستقرة.

### الاستحلاب الدقيق
(بالإنجليزية:   Microemulsion)‏
ومن خلال استخدام تقنية الاستحلاب الدقيق، يمكن تكوين الكوبلت المعدني، خليط الكوبلت/ البلاتينيوم، وجسيمات الكوبلت/ البلاتينيوم النانوية المغطاة بالذهب، في مركب الميسيليس المعكوس للـ cetyltrimethlyammonium bromide، باستخدام 1- بوتانول كما يحدث مع الكوسرفاكتان والأوكتين كما في مرحلة الزيت.

## التطبيقات
تم تصور العديد من التطبيقات المستقبلية لهذه الصورة من الجسيمات والتي منها على سبيل المثال:

### التشخيص الطبى والعلاج
تُسْتَخْدَم الجسيمات النانوية أحد الطرق التجريبية لعلاج السرطان (بالإنجليزية: experimental cancer treatment)‏ والتي يُطلق عليها ارتفاع درجة الحرارة المغناطيسي (بالإنجليزية: magnetic hyperthermia)‏، والتي فيها يتم تطبيق حقيقة تسخين الجسيمات النانوية عندما تحل محل مجال مغناطيسي بديل.
ومن الطرق المتوقعة الأخرى لعلاج السرطان توصيل الجسيمات النانوية المغناطيسية بخلايا السرطان الطافية بحرية، مما يسمح لها (الخلايا السرطانية) بأن يتم أسرها وحملها خارج الجسم. حيث تم اختبار طريقة العلاج تلك في معملٍ للفئران وسيهتم بتجريبها في الدراسات الإنعاشية القادمة.

### المعايرة المناعية المغناطيسية
تُعَدُ طريقة المعايرة المناعية المغناطيسية (بالإنجليزية: Magnetic immunoassay)‏  إحدى الطرق التشخيصية للمعايرة المناعية الجديدة والتي تستخدم الكريات المغناطيسية كملصقاتٍ بدلاً من الطرق التقليدية كالإنزيمات، النظائر المشعة أو الشوارد النيونية.